# سان سبيراتي
سان سبيراتي، (بالإنجليزية: San Sperate)‏، (سردينيا: Santu Sparau) هي بلدية في مقاطعة جنوب سردينيا، في منطقة سردينيا الإيطالية، وتقع على بعد حوالي 20 كم (12 ميل) شمال غرب كالياري. ويبلغ عدد سكانها 8323 وتبلغ مساحتها 26.2 كيلومتر مربع (10.1 ميل مربع). 

## السكان
في سنة 1861 بلغ عدد السكان 1٬876 نسمة، وتطور العدد ليصل في سنة 2011 لـ 7٬972 نسمة.
يظهر هذا المخطط البياني تطور النمو السكاني لـ سان سبيراتي

## أعلام
- لويجي باتزيللا